# Le Peuple Loup
Pour plus de détails, voir Fiche technique et Distribution.
Le Peuple Loup (Wolfwalkers) est un film d'animation de fantasy coproduit dans trois pays européens (Irlande, Luxembourg, France), réalisé par Tomm Moore et Ross Stewart et sorti en 2020.
Inspiré de la mythologie celtique, et en particulier des légendes irlandaises sur les loups-garous, le film relate les aventures de deux petites filles, Robyn, fille d'un chasseur de loups, et Mebh, une « wolfwalker » (« marcheuse louve »), humaine le jour et louve la nuit. Toutes deux s'efforcent de rétablir l'harmonie entre les humains de la ville et les loups de la forêt, mise à mal par l'ambition de Messire Protecteur, le seigneur de la ville.
Très bien accueilli par la critique, le film reçoit de nombreuses récompenses dans les festivals de cinéma irlandais et internationaux, notamment aux Annie Awards et aux Satellite Awards.

## Synopsis
L'histoire commence à Kilkenny, en Irlande, en 1650. Le bûcheron Seán Óg se fait attaquer par des loups. Ces derniers sont rappelés par une voix, et une petite fille apparaît et vient guérir Seán Óg. On aperçoit une affiche promettant une récompense pour les loups tués.
Robyn Goodfellowe, une jeune fille de 11 ans, s'entraîne chez elle à chasser les loups avec son arbalète et son faucon Merlin. Son père Bill Goodfellowe, qui travaille pour Messire Protecteur, rentre et s'oppose à ce qu'elle sorte de la maison.
Mais plus tard, Robyn réussit à sortir du village, entre dans la forêt, et sans se faire remarquer, elle suit son père, qui pose des pièges. Puis elle voit des loups attaquer des moutons. En essayant d'atteindre sur un loup avec son arbalète, bousculée par les moutons, elle blesse son faucon, qui se retrouve à terre. La petite fille du début apparaît et emporte le faucon.
Bill ramène sa fille au village. Sur le chemin, Seán Óg dit qu'il y a un pacte avec les wolfwalkers: ne pas détruire la forêt dont ils sont les gardiens. Il s'oppose à Messire Protecteur, qui le met aux arrêts et annonce qu'il veut supprimer tous les loups. Messire Protecteur aperçoit aussi Robyn, apprend que c'est la fille de Bill, et demande à ce qu'elle soit envoyée aux cuisines du château, là où est sa place. Seán Óg dit à Robyn que c'est une wolfwalker qui a pris Merlin.
Robyn s'en veut terriblement d'avoir blessé Merlin et décide de le retrouver. Elle réussit à s'échapper et partir dans la forêt. Elle y retrouve Merlin guéri. Elle y rencontre un loup et prend peur. Elle marche dans un piège et se retrouve suspendue à une corde. Alors que le loup essaie de mordre la corde pour libérer Robyn, celle-ci se débat, pensant être attaquée. Le loup parvient finalement à sectionner la corde, mais mord Robyn par accident.
Robyn suit le loup et arrive à sa tanière. Le loup rentre dans le corps de la petite fille, et Robyn découvre ainsi la vérité: cette jeune fille, Mebh Og McThire est bel et bien une wolfwalker. Cette dernière appelle Robyn, qui se cachait, et guérit ses blessures. Les deux filles se disputent à propos de la propriété de la forêt. Mebh dit que c'est sa forêt et que les moutons et les bûcherons ne doivent pas s'en approcher. Elle renvoie Robyn, et lui bande les yeux à un moment, sa tanière devant rester secrète.
Les deux filles arrivent au village, où Mebh, vole de la nourriture, et finissent par se lier d'amitié. Mebh explique que sa mère est partie pour trouver un nouvel endroit (à cause des bûcherons). Mais elle n'a pas de nouvelles et est inquiète.
Robyn doit rentrer chez elle. En vue de s'expliquer avec son père, elle fait le ménage. Elle s'imagine que son père va la comprendre. Lorsque ce dernier rentre, elle lui avoue qu'elle est retournée dans la forêt. Son père se fâche et lui interdit de retourner dans la forêt. La nuit, Robyn rêve d'un loup.
Le lendemain, Bill amène sa fille aux cuisines du château. Alors qu'elle fait le ménage au château, Robyn renverse le seau et l'eau passe sous une porte. Robyn découvre une pièce avec une grande cage recouverte, d'où une voix semble l'appeler. Robyn s'approche alors de la cage, mais une femme la fait sortir.
La nuit suivante, Robyn sort de son corps en tant que loup, qui va retrouver Mebh dans sa tanière. C'est Mebh qui a involontairement transformé Robyn en wolfwalker, en la mordant. Mebh se désole que la forêt rétrécit chaque jour. Elle explique qu'elle essaie de faire comprendre cela aux hommes en leur faisant peur, en vain.
Au village, toujours durant la nuit, Robyn (en loup) sent une odeur en provenance du château. Malgré les hommes qui l'attaquent, elle parvient à entrer dans le château. Elle retrouve la cage et elle y voit un loup, qui est la mère de Mebh. Celle-ci sait que c'est Mebh qui a transformé Robyn : « Seul un wolfwalker peut en créer un autre. » Elle lui demande de protéger Mebh. Robyn revient chez elle et retourne dans son corps de jeune fille. Juste après, son père lui dit qu'il y avait un loup dans la maison.
La journée, Messire Protecteur donne une dernière chance à Bill pour chasser les loups. Mebh est triste parce que sa mère n'est pas là et qu'elle n'a toujours pas de nouvelles. Robyn est de nouveau aux cuisines du château. Le faucon Merlin va voir Mebh dans la forêt pour lui demander de quitter la forêt avec les loups. Mais Mebh va retrouver Robyn aux cuisines. Elle est déçue que Robyn ne l'aide pas, et elle apprend qu'un loup a été capturé. Robyn essaie de protéger Mebh (à la demande de la mère), avec l'aide des enfants des rues. Pour montrer sa puissance devant les habitants du village, Messire Protecteur fait sortir le loup (la mère de Mebh), enchaîné, de sa cage. Mebh arrive à sortir et intervient pour libérer sa mère, cette dernière mord Bill dans la tentative de protéger sa fille, mais sans succès. Le loup est remis en cage. Mebh affirme vouloir appeler les loups. Messire Protecteur rassure les habitants, disant qu'il va brûler toute la forêt. Robyn libère la mère et s'échappe avec elle (sur son dos), qui retrouve sa fille.
Soudain, la mère reçoit une flèche, si bien qu'elle sort du corps du loup pour aller rejoindre son corps humain dans la tanière ; elle est suivie par Mève et les loups. C'est Bill qui a tiré. Il empêche sa fille de partir rejoindre Mève. Mais Robyn lui dit qu'elle est maintenant une wolfwalker, et le lui montre en sortant de son corps en tant que loup. Elle va alors suivre la meute jusqu'à la tanière.
Alors que les hommes sont en train de brûler la forêt, Robyn dit à Mève qu'elle va, avec les loups, repousser les hommes. Pendant ce temps, Mève essaie de guérir sa mère. Les hommes ont découvert la tanière et commencent une attaque avec un canon, mais Robyn (toujours en loup) parvient à les en empêcher. Bill devient un loup (on apprend ainsi qu'il a été transformé en wolfwalker par la morsure) pour protéger sa fille. Le combat avec Messire Protecteur tourne à l'avantage de Bill (en loup), et Messire Protecteur décide de se jeter dans la rivière en contrebas (où il meurt probablement).
Les deux filles s'unissent pour guérir la mère de Mève. Le père de Robyn fait maintenant aussi partie de la meute. On les voit tous les quatre ensemble dans un chariot pour aller ailleurs.

## Fiche technique
- Titre original : Wolfwalkers
- Titre français : Le Peuple Loup
- Réalisation : Tomm Moore et Ross Stewart
- Scénario : Will Collins d’après une histoire originale de Tomm Moore, Jessica Cleland et Ross Stewart
- Musique : Bruno Coulais
- Sociétés de production : Cartoon Saloon, Mélusine Productions[1]
- Sociétés de distribution : Haut et Court (France), Wildcard (Irlande), Apple TV+ (monde / VOD)
- Pays de production :  Irlande -  Luxembourg -  France
- Format : couleur — 1,85:1
- Genre : animation, aventures, fantastique
- Durée : 103 minutes
- Budget : 10 millions de dollars américains[2]
- Dates de sortie :
  - Canada : 12 septembre 2020 (Festival international du film de Toronto 2020)
  - Irlande : 4 octobre 2020 (Kilkenny Animated) ; 4 décembre 2020 (sortie nationale)
  - France : 30 septembre 2021 (War on Screen à Châlons-en-Champagne)[3] ; 20 octobre 2021 (sortie nationale)
  - Belgique : 20 octobre 2021

## Distribution

### Voix originales
- Honor Kneafsey : Robyn Goodfellowe
- Eva Whittaker : Mève Óg MacTíre (Mebh Óg MacTíre)
- Sean Bean : Bill Goodfellowe, le père de Robyn
- Simon McBurney : Messire Protecteur (Lord Protector)
- Tommy Tiernan : Seán Óg, un bûcheron
- Maria Doyle Kennedy : Moll MacTíre, la mère de Mebh
- Jon Kenny : Stringy
- John Morton : Stumpy
- Nora Twomey : Bridget, la gouvernante en chef
- Paul Young : l'éleveur de moutons

### Voix françaises
- Lévanah Solomon : Robyn Goodfellowe
- Lana Ropion : Mève Óg MacTíre
- Serge Biavan : Bill Goodfellowe, le père de Robyn
- Yann Guillemot : Messire Protecteur
- Bruno Magne : Seán Óg, un bûcheron
- Danièle Douet : Moll MacTíre
- Guillaume Lebon : Stringy
- Christophe Lemoine : Stumpy
- Isabelle Desplantes : la fromagère
  - Direction artistique / adaptation : Jean-Marc Pannetier

### Voix occitanes
- Delphine Lafon : Robyn Goodfellowe
- Céline Ricard : Mève Óg MacTíre (Mebh Óg MacTíre)
- Joachim Montbord : Bill Goodfellowe, le père de Robyn
- Olivier Pigeassou : Messire Protecteur (Lord Protector)
- Marius Blénet : Seán Óg, un bûcheron
- Anne-Caroline Garcia-Cros : Moll MacTíre, la mère de Mebh
- Sylvain Roux : Stringy
- Laurent Labadie : Stumpy
- Monique Burg : Bridget, la gouvernante en chef
- Alban Garros : l'agriculteur
  - Direction artistique : Laurent Labadie

Source : Conta'm doblatge

## Conception du film

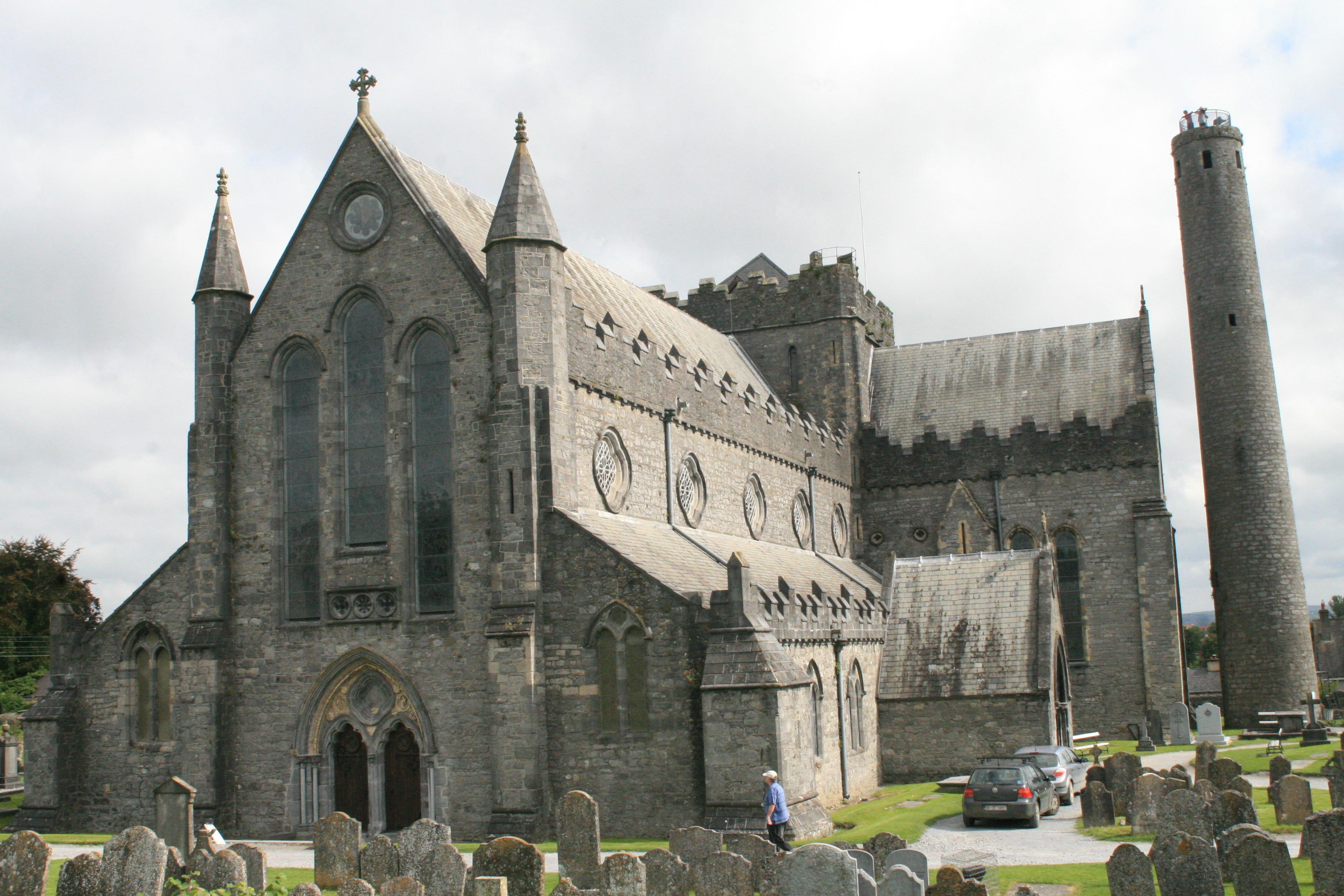
La ville irlandaise de Kilkenny, où se déroule le film, abrite de nombreux vestiges médiévaux, dont la cathédrale Saint-Canice (XIIIe siècle), jouxtée par une tour ronde du IXe siècle.

### Idée originale
Le réalisateur, Tomm Moore, présente Le Peuple Loup comme le troisième volet d'une trilogie de films d'animation consacrés au folklore irlandais, entamée par Brendan et le Secret de Kells en 2009 et poursuivie avec Le Chant de la mer en 2014.
Le Peuple loup se déroule à Kilkenny, ville où Tomm Moore et Ross Stewart ont tous les deux grandi. Tomm Moore puise donc en partie dans ses souvenirs personnels de la ville et de la région, notamment des vestiges païens médiévaux, pour élaborer l'histoire du film.

### Animation
En termes d'animation, Tomm Moore dit avoir été influencé d'abord par l'animation de l'Europe de l'Est, notamment les films hongrois adaptés de contes folkloriques, comme ceux de Marcell Jankovics. Il découvre les films d'animation japonais du studio Ghibli plus tardivement, pendant ses études d'animation ; il dit avoir été marqué par Princesse Mononoke et sa façon complexe, inédite à l'époque, d'aborder les relations entre l'humanité et la nature dans un film d'animation.
Le film est co-produit par trois studios dans trois pays : Cartoon Saloon en Irlande, Mélusine Productions au Luxembourg et Folivari en France.
L'animation est faite à la main, en partie sur des supports papier et en partie à l'aide d'outils informatiques. Des éléments en images de synthèse sont mêlés harmonieusement aux dessins faits à la main, et le rendu final reproduit celui de dessins faits main.
Le studio Cartoon Saloon met en ligne une première bande-annonce montrant le travail en cours en 2017.
La fin de la production du film se fait dans un contexte inhabituel en raison de la pandémie de Covid-19 et des mesures sanitaires qui s'ensuivent. En Irlande, le studio Cartoon Saloon anticipe de trois semaines le confinement de mars 2020 et met ses animateurs en télétravail, ce qui rend possible la poursuite du travail au rythme prévu. Par chance, l'animation à la main est presque terminée au moment du confinement ; la mise au net des dessins et l'ajout des effets spéciaux se font en télétravail, et une partie de la mise au net se fait au Luxembourg. La mise en place du télétravail implique de doter tous les employés de connexions Internet satisfaisantes, en les logeant provisoirement dans des logements de fonction au besoin. Les exigences du métier en termes de bande passante font que l'équipe de composition des plans (compositing) est la dernière à basculer en télétravail après avoir terminé des téléchargements volumineux. Le studio est avantagé par son habitude des co-productions européennes où le travail, réparti entre plusieurs pays, nécessitait déjà d'utiliser régulièrement les visioconférences en temps normal, bien avant la période du confinement.

### Musique
Comme les bandes originales de Brendan et le Secret de Kells et du Chant de la mer, la musique du Peuple Loup est composée par le compositeur français Bruno Coulais avec le groupe de musique celtique irlandais Kíla. Cela forme une trilogie musicale qui donne l'occasion à Bruno Coulais de se plonger dans la musique celtique, qu'il tâche de s'approprier pour livrer des compositions personnelles. Les chansons du film sont interprétées par Aurora, Maria Doyle Kennedy, Sofia Coulais et Richie Cody.

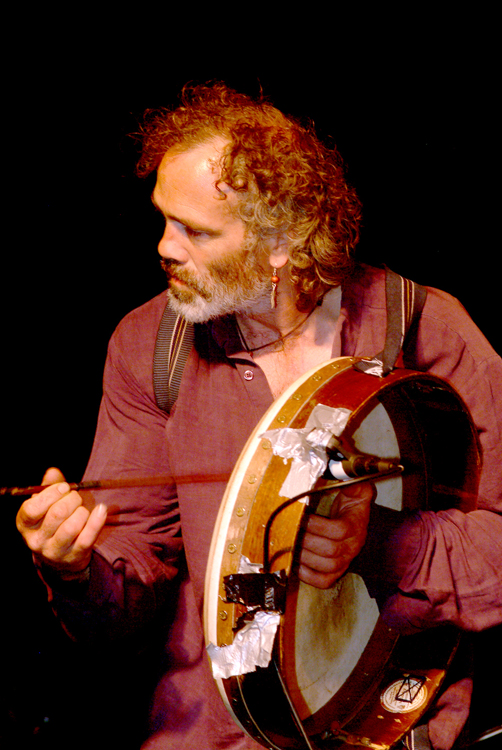
Rónán Ó Snodaigh, l'un des membres du groupe Kíla, lors d'un festival à Porto do Son en 2009.

La bande originale du film, interprétée par un orchestre, est enregistrée à Sofia, en Bulgarie, en janvier 2020. Le groupe Kila enregistre ses compositions au mois de février, juste avant le confinement dû à la pandémie de Covid-19 en Irlande. Les chanteuses des deux chansons du film enregistrent la version finale de leurs parties vocales en télétravail.

### Voix
Les rôles respectifs de Robyn Goodfellowe et de Mebh sont doublés par deux jeunes actrices de doublage, Honor Kneafsey et Eva Whittaker. Parmi les rôles d'adultes figurent des acteurs et actrices les plus connus. Sean Bean, connu pour ses rôles dans l'adaptation cinématographique du Seigneur des Anneaux réalisée par Peter Jackson et dans la première saison de la série Game of Thrones, double Bill Goodfellowe, le père de Robyn. Moll MacTíre, la wolfwalker mère de Mebh, est doublée par l'actrice irlandaise Maria Doyle Kennedy, qui a joué notamment dans la série télévisée Outlander.

### Distribution

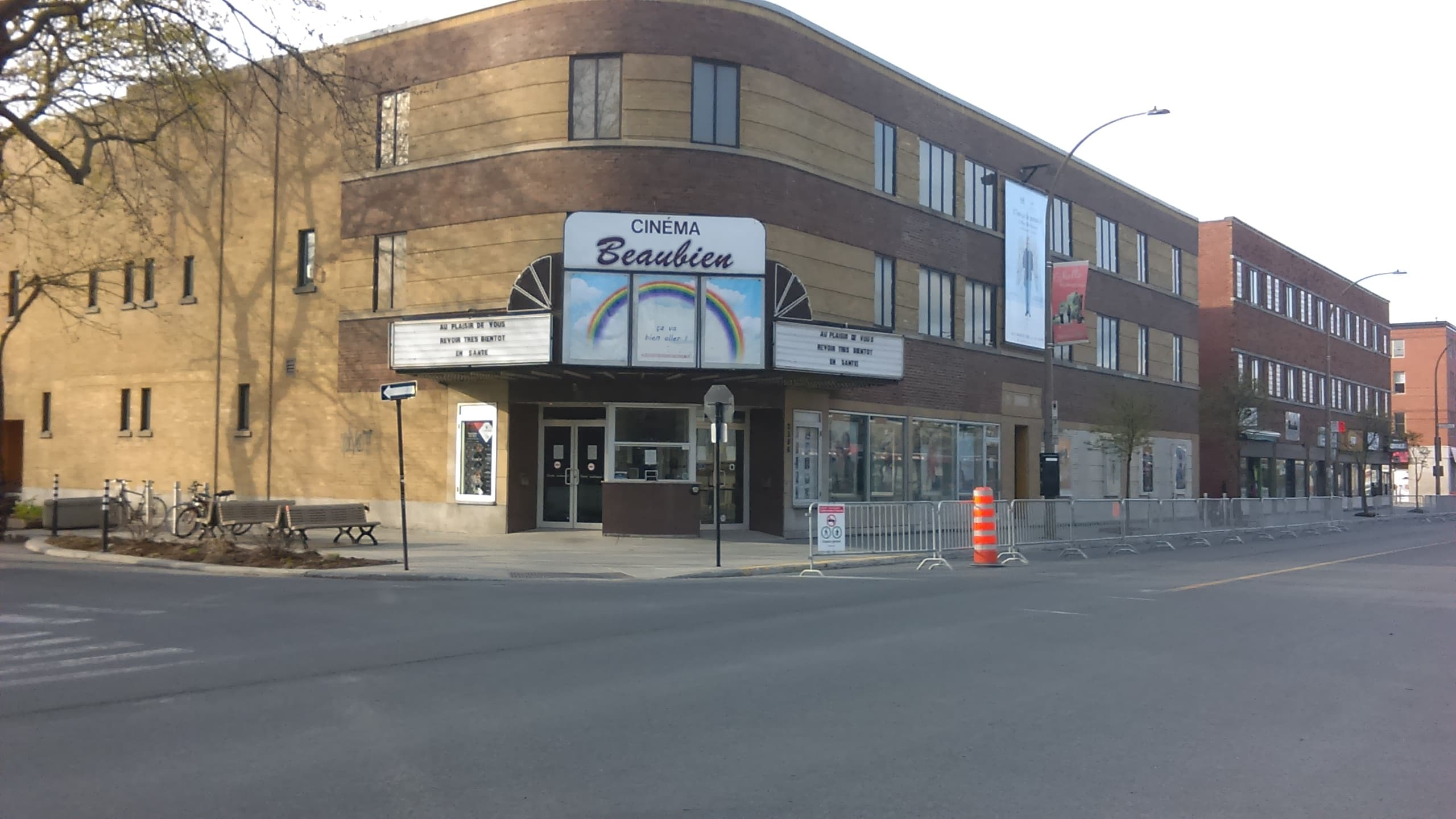
Un cinéma fermé pour raisons sanitaires à Beaubien, quartier de Montréal au Canada, en mai 2020.

Les droits de diffusion du Peuple loup sont acquis par Apple début septembre 2018. 
La sortie du film est gênée par la pandémie de Covid-19 qui commence fin 2019 en Chine et entraîne de nombreuses restrictions voire des fermetures des salles de cinéma, ainsi que l'annulation de nombreux festivals, au cours de l'année 2020. 
Apple prévoit de diffuser le film sur sa plate-forme de vidéo à la demande Apple TV+. En Suède, les cinémas qui souhaitent le projeter ne disposent que d'une fenêtre d'exclusivité de deux semaines avant sa mise en ligne sur Internet. La présence du film sur le réseau ne semble cependant pas avoir eu d'impact significatif sur le nombre d'entrées en salles ; en revanche, les restrictions liées à la pandémie affectent durement les exploitants des salles de cinéma.
Avec l'allègement des restrictions sanitaires fin 2020, le film est projeté en avant-première en salles dans plusieurs festivals à partir d'octobre 2020. Une projection en Irlande, à Kilkenny, ville où se situe l'intrigue du film, a lieu lors du festival Kilkenny Animated le 4 octobre 2020. 
Pour son exploitation en salles à l'international, Le Peuple Loup est distribué par GKIDS. Le film devient ensuite disponible en vidéo à la demande sur Apple TV+ le 11 décembre 2020 cependant il n'est pas disponible en France pour respecter la chronologie des médias,.
La distribution en salles du film en France est assurée par Haut et Court.

## Accueil

### Critiques dans la presse
En France, le site Allociné recense une moyenne des critiques presse de 4,2/5. Consulté début novembre 2021, le site agrégateur de critiques Rotten Tomatoes affichait 99 % de critiques positives, note fondée sur 162 critiques parues dans la presse papier ou en ligne, et indiquait la synthèse suivante : « Aventure enchanteresse inspirée du monde celtique, Le Peuple Loup offre une fantasy épique et éthérée qui n'a d'égaux que ses philosophies profondes et son travail de doublage exemplaire ». Le site Metacritic lui attribuait à la même date un score de 87 sur 100 fondée sur 18 critiques de presse.
Dans le quotidien Le Monde, Mathieu Macheret salue « une inventivité et d’une richesse ornementale inouïes, synthèse du savoir-faire européen dans le domaine » et rapproche l'univers graphique du film de ceux de Gustav Klimt et de Mucha. Dans le magazine Télérama, Cécile Mury évoque  « un véritable bijou ciselé comme une légende celte » qui emmène le public dans une « éblouissante exploration des légendes locales » portée par « une esthétique tout en entrelacs lumineux et en volutes celtiques ».

### Box office
Le film, porté notamment par sa nomination aux Oscars, contribue à une hausse de 39% des bénéfices du studio de production Cartoon Saloon sur l'année 2019.
Le Peuple loup sort en France le 20 octobre 2021. Exploité dans 282 salles en première semaine, il rassemble 42 627 entrées ; étendu sur 375 salles la semaine suivante, il rassemble 42984 entrées supplémentaires.

## Distinctions

### Récompenses
- Annie Awards 2021 :
  - Meilleur film d'animation indépendant
  - Meilleure conception des personnages dans un long-métrage d'animation
  - Meilleure réalisation dans un long-métrage d'animation
  - Meilleurs décors dans un long-métrage d'animation
  - Meilleur doublage dans un long-métrage d'animation
- Satellite Awards 2021 : meilleur film d'animation ou multimédia
- Prix de l'AFI Fest 2020 : prix du public pour un film narratif (narrative feature)[26]
- Austin Film Critics Association Awards 2020 : meilleur film d'animation[27]
- Chicago Film Critics Association Awards 2020 : meilleur film d'animation[28]
- Dublin Film Critics' Circle Awards 2020 : meilleur film irlandais[29]
- Hollywood Critics Association Awards 2020 : meilleur film d'animation[30]
- International Film Music Critics Association Awards 2020 : meilleure bande originale[31]
- Irish Animation Awards (en) 2020[32] :
  - Meilleur film d'animation irlandais
  - Meilleure direction artistique
  - Meilleur montage
- National Board of Review Awards 2020 : meilleur film d'animation[33]
- New York Film Critics Circle Awards 2020 : meilleur film d'animation[34]
- San Diego Film Critics Society Awards 2020 : meilleur film d'animation[35]
- Toronto Film Critics Association Awards 2020 : meilleur film d'animation[36]
- Animafest Zagreb (Croatie) 2021 : prix du public "Mr. M" du meilleur film d'animation[37]
- Festival international du film d'animation de Stuttgart (Trickfilm) 2021 : meilleur film d'animation[37]
- Lëtzebuerger Filmpräis 2021 : Prix ALPC de la critique luxembourgeoise

### Nominations
- Annie Awards 2021 :
  - Meilleur effets spéciaux et d'animation dans un long-métrage
  - Meilleure animation des personnages dans un long-métrage d'animation
  - Meilleure musique dans un long-métrage d'animation
  - Meilleur storyboard dans un long-métrage d'animation
  - Meilleur scénario dans un long-métrage d'animation
- Oscars du cinéma 2021 : meilleur film d'animation
- Golden Globes 2021 : meilleur film d'animation
- British Academy Film Awards 2021 : meilleur film d'animation

## Produits dérivés

### Bande originale du film
La bande originale du film paraît en CD audio aux États-Unis chez 22D Music en novembre 2020 et en France en octobre 2021. Elle est également éditée en disque microsillon (vinyle).

### Éditions en vidéo
Le Peuple Loup est édité en DVD chez Blaq Out en février 2022 et en Blu-Ray chez le même éditeur en juin 2022.

### Livres
Un roman graphique adapté du film, Wolf Walkers, est publié chez Little Brown Young Readers à la sortie du film en 2020. Traduit en français, il sort chez Nobi Nobi en février 2021. Un artbook détaillant la conception graphique du film, The Art of WolfWalkers, est publié chez Abrams books, avec des textes de Charles Solomon, un avant-propos de James Baxter et des après-propos par les deux réalisateurs.

### Jeux
Plusieurs jeux de société sont élaborés à partir du film :
- un jeu de plateau intitulé Wolf Walkers: The Board Game (où les wolfwalkers doivent aider des âmes de loups avant que les soldats ne trouvent leur tanière) paraît en anglais chez Value Add Games et est traduit en français sous le titre Le Peuple loup chez Atalia Jeux en juin 2021[41] ;
- un jeu de cartes My Story Cardgame est adapté du film ;
- des puzzles du film sont également publiés.